# Sanilhac (Dordoña)
Sanilhac es una comuna nueva francesa situada en el departamento de Dordoña, de la región de Nueva Aquitania.

## Historia
Fue creada el 1 de enero de 2017, en aplicación de una resolución del prefecto de Dordoña de 26 de septiembre de 2016 con la unión de las comunas de Breuilh, Marsaneix y Notre-Dame-de-Sanilhac, pasando a estar el ayuntamiento en la antigua comuna de Notre-Dame-de-Sanilhac.

## Demografía
| Gráfica de evolución demográfica de Sanilhac (Dordoña) entre 1800 y 2014 |
|                                                                          |

Los datos entre 1800 y 2013 son el resultado de sumar los parciales de las tres comunas que forman la nueva comuna de Sanilhac, cuyos datos se han cogido de 1800 a 1999, para las comunas de Breuilh, Marsaneix y Notre-Dame-de-Sanilhac de la página francesa EHESS/Cassini. Los demás datos se han cogido de la página del INSEE.

## Composición
| Comuna delegada        | Código INSEE | Población (2013) | Superficie (km²) | Densidad (hab./km²) |
| ---------------------- | ------------ | ---------------- | ---------------- | ------------------- |
| Breuilh                | 24065        | 263              | 10.26            | 26                  |
| Marsaneix              | 24258        | 1075             | 23.85            | 45                  |
| Notre-Dame-de-Sanilhac | 24312        | 3078             | 25.79            | 119                 |